# عيسى الصنديد
عيسى الصنديد ممثل ومخرج بحريني، عضو مسرح الصواري بالمعهد العالي للفنون المسرحية بدولة الكويت.

## نشأته
تاريخ الميلاد: 5 / 12 / 1987م

## أعماله
- - مسرحية درب المصل إخراج خالد الرويعي إنتاج مسرح الصواري«فريق فني».
- - ممثل في مسرحية الصفحة الأولى من الجريدة إخراج عبد الله السعداوي إنتاج مسرح الصواري.
- - ممثل في مسرحية بيت القصيد إخراج إبراهيم بحر إنتاج مسرح الصواري.
- - ممثل في مسرحية يد على يد إخراج عبد الله السعداوي إنتاج مسرح الصواري.
- - ممثل في مسرحية سري للغاية إخراج إسحاق عبد الله إنتاج مسرح الصواري.
- مخرج مسرحية الزومبي ضمن مهرجان الصواري 9
- مخرج مسرحية الرجل الذي تحول إلى تشيخوف ضمن مهرجان الصواري 10
- مخرج مسرحية رماد من رماد مهرجان مسرح أوال الدولي 11
- مخرج مسرحية المؤسسة مهرجان المسرح العربي 15 - مسقط

## المشاركات
- مشارك في ورشة عمل إعداد الممثل للمخرج عبد الله السعداوي 2008
- مشارك في ورشة عمل لمسرحية الصفحة الأولى من الجريدة 2010
- البرنامج الإذاعي التائبون
- مشارك في مهرجان الصواري لليوم العالمي للمسرح 2008
- مشارك في مهرجان الصواري المسرحي 9 للشباب

## مسلسلات وأفلام قصيرة
- مسلسل كف ودفوف تمثيل + فريق اخراج
- مسلسل دار غريب - مساعد مخرج
- مسلسل اشتباه مخرج منفذ
- مسلسل عزيز الروح
- مسلسل ملفات منسية
- مسلسل عبر الأثير
- - فيلم خسوف

• تمثيل + مونتاج ومؤثرات صوتية إخراج عبد الله السعداوي
- - فيلم النورس الجريح

• تمثيل +مؤثرات صوتية إخراج عبد الله السعداوي
- - فيلم إعجاب like

• تمثيل + مونتاج + مؤثرات صوتية إخراج أحمد الفردان
- - فيلم لاشيئ No things

• تمثيل إخراج يوسف فريدون
- العديد من المشاركات في مجال الأفلام القصيرة

## الجوائز
- جائزة أفضل عرض مسرحي مسرحية الرجل الذي تحول الى تشيخوف
- جائزة افضل اخراج مسرحية كلاشيه - جائزة خالد بن حمد للمسرح الشبابي 2017
- جائزة افضل عرض مسرحي لمسرحية كلاشيه - جائزة خالد بن حمد للمسرح الشبابي